# Massif du Mitaraka
Massif du Mitaraka är en bergskedja i Brasilien. Den ligger i den norra delen av landet, 2 100 km norr om huvudstaden Brasília.
I omgivningarna runt Massif du Mitaraka växer i huvudsak städsegrön lövskog. Trakten runt Massif du Mitaraka är nära nog obefolkad, med mindre än två invånare per kvadratkilometer.